# Blondes pour la vie
Pour les articles homonymes, voir Legally Blonde (homonymie).
Série La Revanche d'une blonde
La blonde contre-attaque
(2003)
Pour plus de détails, voir Fiche technique et Distribution.
Blondes pour la vie (Legally Blondes) est un film américain réalisé par Savage Steve Holland et sorti directement en vidéo en 2009. Il s'agit d'un spin-off du film La Revanche d'une blonde et met en scène les jeunes cousines anglaises d'Elle Woods.

## Synopsis
Lorsque les sœurs jumelles anglaises, cousines d'Elle Woods, Annabelle « Annie » et Isabelle « Izzie » Woods, débarquent en Californie, elles s'aperçoivent que leurs garde-robes roses, leurs chiens de poche et leur capacité d'adaptation ne sont pas vraiment appréciés au sein de leur nouvelle école. Lorsque les caïds de l'école les accusent d'un méfait qu'elles n'ont pas commis, elles vont devoir utiliser tout leur charme et leur persuasion pour se défendre, pour laver leur honneur et prouver à leurs camarades qu'on ne doit jamais sous-estimer le pouvoir des blondes.

## Fiche technique
- Titre original : Legally Blondes
- Titre français : Blondes pour la vie
- Réalisation : Savage Steve Holland
- Scénario : Chad Gomez Creasey et Dara Resnik Creasy
- Producteurs : Sara Berrisford, David Brookwell (en), David Buelow, David Grace, Hudson Hickman, Sean McNamara, Marc Platt, Jennifer Simpson et Reese Witherspoon
- Producteurs exécutifs : Irene Dreayer et Matthew Papish
- Directeur de production : Sabrina Sipantzi Ballard
- Musique : John Coda (en)
- Photographie : Bill Barber
- Montage : Anthony Markward et Cindy Parisotto
- Casting : Joey Paul Jensen, C.S.A et Paul Weber, C.S.A.
- Concepteurs des décors : Yvette Taylor
- Décors : Andi Brittan, S.D.S.A.
- Costumes : Shana Targosz
- Société de production : Brookwell-McNamara Entertainment - Mark Platt Productions - Type A Films - MGM
- Société de distribution : 20th Century Fox
- Pays d'origine :  États-Unis
- Langue : Anglais
- Formats : 1,78 : 1 | Couleur DeLuxe | 35 mm
- Son : Dolby Digital
- Genre : Comédie dramatique
- Durée : 82 minutes
- Date de sortie : États-Unis : 28 avril 2009 ; France : 1er juillet 2009

## Distribution

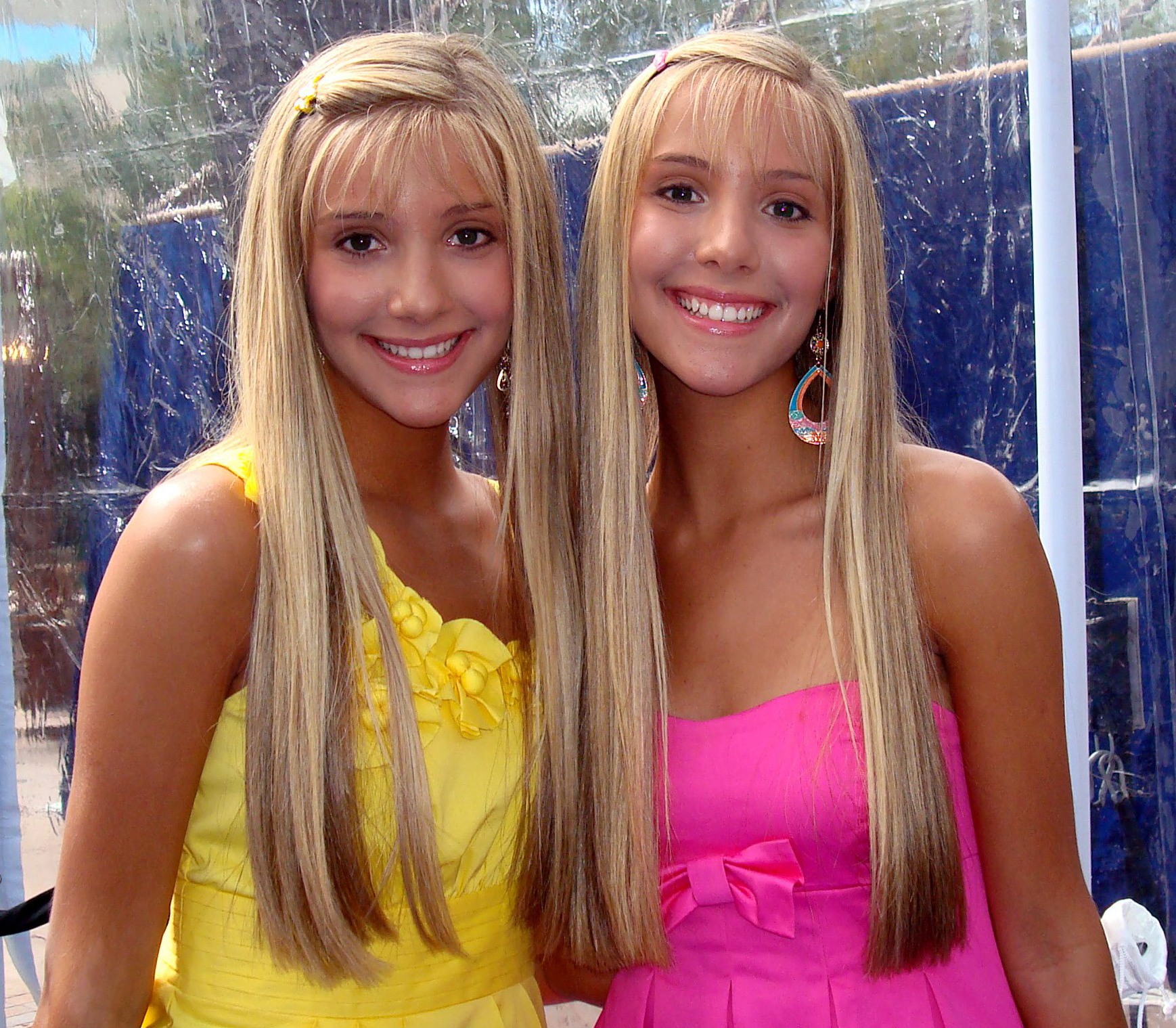
Les sœurs Rebecca et Camilla Rosso

- Rebecca Rosso (VF : Kelly Marot) : Isabelle « Izzie » Woods
- Camilla Rosso (VF : Kelly Marot) : Annabelle « Annie » Woods
- Christopher Cousins (VF : Arnaud Arbessier) : Richard
- Brittany Curran (VF : Caroline Victoria) : Tiffany
- Lisa Banes : Headmistress Higgins
- Curtis Armstrong : Mr. Golden
- Rose Abdoo (en) : Sylvia
- Bobby Campo : Chris
- Chad Broskey (en) : Justin Whitley
- Chloe Bridges : Ashley
- Kunal Sharma : Vivek
- Christoph Sanders : Brad
- Tanya Chisholm : Marcie